# Sadak
Sadak ist ein Dorf in der türkischen Provinz Gümüşhane. Es liegt im Südosten des Landkreises Kelkit.
Das Dorf liegt an der Stelle des im Altertum bedeutenden Satala.